# 강원특별자치도삼척의료원
강원특별자치도삼척의료원(江原特別自治道三陟醫療院, Gangwon-do Samcheok Medical Center)은 강원특별자치도 삼척시에 위치한 강원특별자치도청 산하의 공공병원이다.

## 연혁
- 1940년 도립 삼척병원 개원
- 1983년 지방공사강원도 삼척의료원으로 변경
- 2006년 강원도 삼척의료원으로 변경
- 2024년 강원특별자치도 삼척의료원으로 변경

## 진료과목
소화기내과, 신장내과, 외과, 정형외과, 산부인과, 소아청소년과, 치과, 신경과, 영상의학과, 마취통증의학과, 지역응급의료센터, 진단검사의학과, 가정의학과, 24시간 분만실, 인공신장실, 공공산후조리원

## 같이 보기
- 종합병원